# 彼得鲁斯·卡斯滕曼
彼得鲁斯·卡斯滕曼（瑞典語：Petrus Kastenman，1924年8月15日—2013年6月10日），瑞典男子马术运动员，1941年开始练习马术。他曾代表瑞典参加1956年夏季奥林匹克运动会马术比赛，获得一枚金牌。